# ناثان إيغل
ناثان إيغل (بالإنجليزية: Nathan Eagle)‏ عالم اقتصاد واقتصاد حاسوبي يعمل رئيسا لشركة (غانا) وهي الشركة الرائدة في قطاع التكنولوجيا وهذه الشركة هي إحدى الشركات التابعة إلى المنتدى الاقتصادي العالمي ويعمل أيضا دكتور مساعد في جامعة هارفرد وهو خبير في تكنولوجيا الصحة من الأجهزة الخلوية.